# Gruppo Sportivo Fascista Rovigo 1940-1941
Questa pagina raccoglie le informazioni riguardanti il Gruppo Sportivo Fascista Rovigo nelle competizioni ufficiali della stagione 1940-1941.

## Stagione
Nella stagione 1940-1941 il Rovigo ha disputato il girone A della Serie C. Con 25 punti in classifica si è piazzato in decima posizione.

## Rosa
| N. |                   | Ruolo | Calciatore           |
| -- | ----------------- | ----- | -------------------- |
|    | Italia (bandiera) | D     | Ennio Alberghini     |
|    | Italia (bandiera) | C     | Innocente Amadori    |
|    | Italia (bandiera) | A     | Virgilio Andrioli    |
|    | Italia (bandiera) | A     | Enrico Appiani       |
|    | Italia (bandiera) | D     | Aldo Ballarin        |
|    | Italia (bandiera) | A     | Giuseppe Brunello    |
|    | Italia (bandiera) | D     | Vito Bovi            |
|    | Italia (bandiera) | A     | Raffaele Ceciliato   |
|    | Italia (bandiera) | A     | Dino Coppola         |
|    | Italia (bandiera) | A     | Riccardo Dalla Torre |
|    | Italia (bandiera) | A     | Dino Ferrari         |
|    | Italia (bandiera) | C     | Eusebio Gregnanin    |

| N. |                   | Ruolo | Calciatore           |
| -- | ----------------- | ----- | -------------------- |
|    | Italia (bandiera) | A     | Alcide Guerra        |
|    | Italia (bandiera) | A     | Oreste Isoardi       |
|    | Italia (bandiera) | D     | Bruno Longo          |
|    | Italia (bandiera) | C     | Idres Natali         |
|    | Italia (bandiera) | C     | Angelo Piccoli       |
|    | Italia (bandiera) | A     | Giuseppe Polo        |
|    | Italia (bandiera) | C     | Ubaldo Ravenna       |
|    | Italia (bandiera) | C     | Giancarlo Sichirollo |
|    | Italia (bandiera) | A     | Aroldo Tassinari     |
|    | Italia (bandiera) | A     | Giovanni Villotti    |
|    | Italia (bandiera) | P     | Marino Zagagnoni     |
|    | Italia (bandiera) | P     | P. Zanato            |